# Jan Emberšič
Jan Emberšič (* 6. April 2003 in Ljubljana) ist ein slowenischer Leichtathlet, der sich auf den Hammerwurf spezialisiert hat.

## Sportliche Laufbahn
Erste Erfahrungen bei internationalen Wettkämpfen sammelte Jan Emberšič beim Europäischen Olympischen Jugendfestival (EYOF) 2019 in Baku, bei dem er mit einer Weite von 64,17 m den elften Platz mit dem 5-kg-Hammer belegte. 2021 belegte er bei den U20-Europameisterschaften in Tallinn mit 69,37 m den achten Platz und verpasste anschließend bei den U20-Weltmeisterschaften in Nairobi mit 67,78 m den Finaleinzug. Im Jahr darauf belegte er bei den U20-Weltmeisterschaften in Cali mit 74,83 m den fünften Platz mit dem 6-kg-Hammer und 2023 schied er bei den U23-Europameisterschaften in Espoo mit 65,30 m in der Qualifikationsrunde aus. Im Jahr darauf gewann er bei den U23-Mittelmeer-Meisterschaften in Ismailia mit 68,28 m die Bronzemedaille hinter dem Griechen Orestis Ntousakis und Jean-Baptiste Bruxelle aus Frankreich. 2025 wurde er bei der 2. Liga der Team-Europameisterschaft in Maribor mit 70,18 m Achter, ehe er bei den U23-Europameisterschaften in Bergen mit 71,72 m den vierten Platz belegte.
In den Jahren 2022 und 2023 wurde Emberšič slowenischer Meister im Hammerwurf.